# Marguerite Verboeckhoven

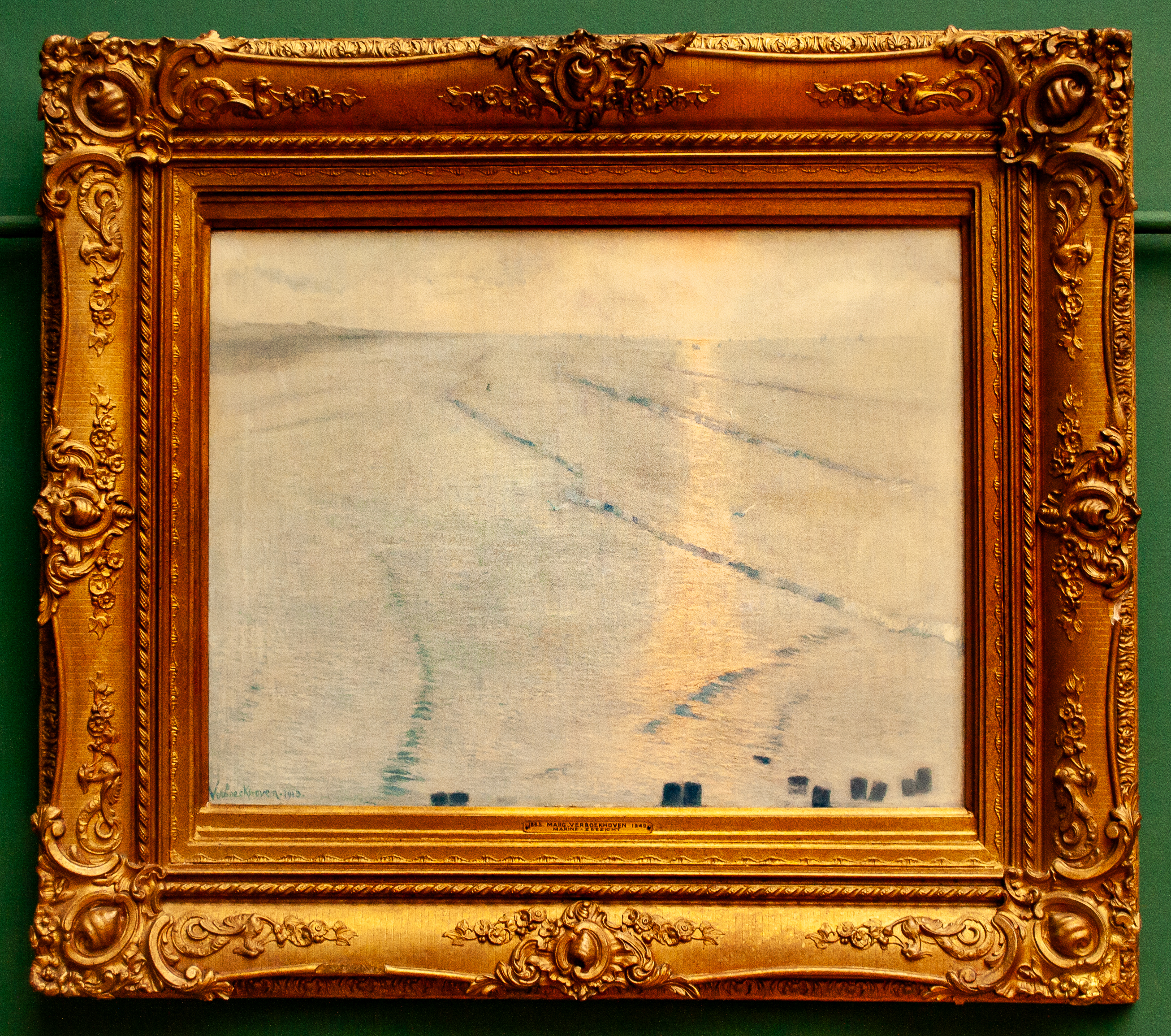
Temps clair, 1913 (Charliermuseum, Brussel)

Marguerite Verboeckhoven (Schaarbeek, 14 juli 1865 - Elsene, 8 augustus 1949) was een Belgische kunstschilderes die voornamelijk symbolistisch aandoende marines schilderde.

## Familiekundige gegevens
Marguerite Verboeckhoven was de dochter van uitgever Louis-Hippolyte Verboeckhoven en van Rosalie-Françoise Pierard, kleindochter van de dierenschilder Eugène Verboeckhoven en achterkleindochter van de beeldhouwer Barthélemy Verboeckhoven. Ze woonde in de Robianostraat 28 (ca. 1902), Vifquinstraat, 41 (64) te Brussel, later Waverse Steenweg 249.

## Korte biografie
Marguerite Verboeckhoven groeide op in een begoed, cultureel milieu. Ze ontving haar artistieke opleiding in het atelier van Ernest Blanc-Garin, die een speciaal atelier voor dames en juffrouwen met schilderkunstige aspiraties openhield. Achteraf werd ze zelf monitrice in het atelier Blanc-Garin. Daar maakte ze kennis met kunstenaars als Edwin Ganz, Lucien Wollès en Henri Evenepoel.
Net als Blanc-Garin verbleef ze veel en graag in Knokke, waar in de tachtiger en negentiger jaren van de negentiende eeuw een inspirerende kunstenaarskolonie actief was.
In 1888 was ze medestichtster van de "Cercle des Femmes Peintres". Andere leden waren Berthe Art, Marie De Bièvre, Marguerite Dielman, M. Heyermans, Alice Ronner, Rosa Venneman en Emma Verwee. Ze organiseerden vier tentoonstellingen (1888, 1890, 1891, 1893) waarna de groep wellicht uit elkaar viel.

## Oeuvre en thematiek
Marguerite Verboeckhoven legde zich speciaal toe op het schilderen van zeezichten en binnen dit genre ging haar interesse dan nog voornamelijk naar de weergave van de zee bij avond of nacht. Ze was gefascineerd door de effecten van een fosforescerende zee.
Er worden nog regelmatig schilderijen van haar aangeboden op kunstveilingen. Bij Christie's in Londen werd in april 2005 een olieverf van haar verkocht voor £ 1320., bij De Vuyst werd op 2 maart 2013 een werk geveild voor 5000 euro.

## Tentoonstellingen
- Parijs, Salon de la Société Nationale des Beaux-Arts, 1896: "Impressions synthétiques"
- Parijs, Salon de la Société Nationale des Beaux-Arts, 1897: "Duister weer", "Noorderwind", "Kalm weer", "Zonsondergang"
- Parijs, Salon de la Société Nationale des Beaux-Arts, 1898: "Na de equinox"
- Parijs, Salon de la Société Nationale des Beaux-Arts, 1899: "Dieppe"
- Gent, Salon 1902: "Avondschemering te Dieppe", "Laatste lichtschijn te Knokke"
- In 1909 had ze een tentoonstelling in de Cercle Artistique et Littéraire (Wauxhall) in Brussel, samen met Georges Van Zevenberghen.
- Op haar 75ste kreeg ze in 1940 nog een individuele tentoonstelling in Brussel.
- Brussel, Charlier Museum: tentoonstelling "Vrouwelijke Zinnen" (9 maart 2007 - 15 juni 2007)

## Musea
- Brussel, Koninklijke Musea voor Schone Kunsten van België ("Fosforescentie", 1912)
- Brussel, Charliermuseum
- Dinant, Stedelijke Verzameling
- Doornik, Musée des Beaux-Arts.